# Skíðblaðnir
Skíðblaðnir ou, aportuguesado, Esquidebládenir (Skídbladnir, Skídhbladhnir, Skíthblathnir, Skidbladnir, Skithblathnir ou Skidhbladhnir) é o navio de Frey, na mitologia nórdica. Foi criado pelos filhos de Ivaldi a pedido de Loki que criou uma aposta entre os anões filhos de Ivaldi e os irmãos Brokk e Eitri (Sindri). Loki havia cortado o cabelo da esposa de Thor e o deus do trovão mandou Loki ir buscar um cabelo tão lindo, belo e dourado quanto o que ela tinha. Nesta busca o Loki, com sua esperteza, criou uma competição entre os três anões filhos de Ivaldi e os irmãos Brokk e Eitri. Os dois grupos, rivais, tiveram de fazer 3 itens, um deles sendo restritamente o novo cabelo para a esposa de Thor. Um desses itens forjados foi Skidbladnir. Um navio presenteado para Frey, que é extremamente grande e dobra como pano, podendo assim, caber no bolso.